# کریس استین
کریس استین (به انگلیسی: Chris Stein) (متولد ۵ ژانویه ۱۹۵۰ در بروکلین نیویورک)، یکی از پایه‌گذاران و نیز نوازندهٔ گیتار در گروه موسیقی موج نو بلاندی است. وی هم‌چنین یکی از تهیه‌گنندگان و اجراکنندگان موسیقی متن کلاسیک فیلم هیپ هاپ استایل وحشی است.
استین ترانهٔ رتبهٔ یکی دختر یک‌شنبه را همراه چند ترانهٔ موفق دیگر بلاندی با دبی هری نوشت؛ قلب شیشه، از این عکس بگیر (نیز همراه جیمی دستری)، رؤیادیدن (آهنگ بلاندی)، جزیره روح‌های گم‌شده (آهنگ)، خلسه، او را خرد کن. وی هم‌چنین هدایت انیمل رکوردز را نیز در فاصله سال‌های ۱۹۸۲ تا ۱۹۸۴ میلادی بر عهده داشت .
در سال ۱۹۸۳ بیماری ژنتیکی نادر و اغلب مهلک نفاط در او شناخته شد. پس از جدالی طولانی با بیماری، او سرانجام به طور کامل درمان شد. از سال ۲۰۰۵، او هم‌چنان مشغول اجرای تور و ضبط موسیقی همراه بلاندی است.
او در سال ۱۹۹۹ با باربارا سیکورانزا که یک بازیگر بود، ازدواج کرد. وی اکنون دو دختر با نام‌های اکیرا و ولنتینا دارد.